# 18/40〜ふたりなら夢も恋も〜
『18/40〜ふたりなら夢も恋も〜』（エイティーンフォーティー ふたりならゆめもこいも）は、2023年7月11日から9月12日まで、TBS系「火曜ドラマ」枠で放送されたテレビドラマ。主演は福原遥と深田恭子。
青春と引き換えに孤軍奮闘する18歳の未婚妊婦と、恋愛素人の独身アラフォー女性との年の差を超えたシスターフッド（女性の絆）と、彼女たちの訳あり男子との恋愛を描くラブストーリー。

## あらすじ
亡き母の影響でキュレーターを志す18歳の仲川有栖。希望の大学への進学が決まり、夢への一歩を踏み出そうとしていた矢先、恋人の麻生康介の子を妊娠したことが判明する。
一方、現代アートを扱う会社「BVアート」に務めるアラフォー女性の成瀬瞳子は母親の貴美子から結婚を急かされ辟易していた。
そんなある日、瞳子は親友が経営するレディースクリニックに向かう最中、お腹を抱え今にも倒れそうな有栖に遭遇。そのまま自身が行く予定だった病院へ連れていく。
その後瞳子は有栖の事情を全て知った上で彼女に「今日からうちで一緒に暮らします」と告げ、二人の共同生活が始まる。
その一方で有栖はダンサー志望の先輩黒澤祐馬、瞳子はトラック運転手の加瀬息吹と出会いそれぞれ関係を築いていく。
そして紆余曲折ありながらも有栖は無事元気な男の子を出産、産まれた子供は「海」と名付られた。
瞳子と共に慣れない育児に奮闘していく中、妊娠した有栖を置いてカナダに留学した康介が帰国し、彼女と再会を果たす。
有栖は康介から「有栖と海を支えたい」と言われ難色を示したものの、瞳子から背中を押されたことから康介と面と向かって話をしようと決意、その後康介から結婚を申し込まれたが「もう二度とあの頃へは戻れない」と断った上で「海に出会わせてくれてありがとう」と感謝し、二人は別々の道へ行くことになった。
同じ頃、瞳子は正式に付き合いだした加瀬からプロポーズされたが、以前から抱えていた子宮内膜症のこともあり将来のことに戸惑いを感じていた。
季節は春になり、海の保育園が始まって有栖は大学へ復学した。育児や勉強に励む中、有栖はBVアートが行っていた育成キュレーターの最終選考に選ばれる。
最終選考でのプレゼン発表の直前、海が保育園で熱を出すといったハプニングに見舞われたものの、祐馬の協力もあってプレゼンは無事終了した。
後日、有栖は育成キュレーターに見事合格。これを機に瞳子の家を出ることを決意した。瞳子の方も加瀬との結婚を決め、お互い前へ進むことを決めたのだった。
5年後、瞳子は地元の金沢でアートギャラリーを開き、有栖は祐馬と結ばれ、念願の学芸員となったところで物語は幕を閉じる。

## キャスト

### 主要人物
仲川有栖（なかがわ ありす）〈18〉
演 - 福原遥（小学生時代：太田結乃、幼少期：佐藤笑璃）
美術館の学芸員志望の成修大学の1年生。海外で活躍できるキュレーターになるのが夢。
母と死別後、父と2人暮らしだったが、大学進学を機に一人暮らしを始め、アートカフェ「Color」で働く。
康介の子供を妊娠するが彼は姿を眩ませ、彼の母から堕胎を迫られるも、シングルマザーとして出産を決意し、第5話で息子・海（演 - 山手康暖）を出産する。
「BVアート」のキュレータとして採用され先輩の綾香との企画展を成功させると、祐馬に好きな気持ちを打ち明ける。
最終シーンで瞳子の起業したギャラリーを訪れ、学芸員になれたことを報告する。
成瀬瞳子（なるせ とうこ） → 加瀬瞳子（かせ とうこ）〈39 → 40〉
演 - 深田恭子（幼少期：吉本実由、10歳時：吉田帆乃華）
もうすぐ40歳のバリキャリ。金沢出身。現代アートを扱う会社「BVアート」で、アートとビジネスを繋ぐやり手のアートスペシャリスト。
10年間恋愛なしで仕事に集中し、これから婚活、妊活に励もうとした矢先、薫から子宮内膜症と診断される。
有栖に若手キュレーター育成プロジェクトを紹介し、彼女を心配して共同生活を提案する。
最終話で加瀬にプロポーズの指輪を渡して結婚し、金沢に帰郷し夢だった自身のギャラリーを起業する。
黒澤祐馬（くろさわ ゆうま）
演 - 鈴鹿央士（幼少期：天海塁）
プロダンサー志望の成修大学4年生。有栖の家の近所のボロアパートに住む。
「BVリアルエステート」社長の黒澤祐一の息子で、父の紹介で「Color」でアルバイトを始める。
父と約束していたダンサーのオーディションに合格できなかったため、跡取りとなるべく「BVリアルエステート」に就職するが、そこは自分の夢の場所ではないと、自分の夢を叶えるため退職する。
加瀬息吹（かせ いぶき）〈28〉
演 - 上杉柊平
美術品の輸送専門「ファインアート運送」のドライバー。瞳子に会うため金沢から東京に転勤願いを出す。
金沢に出張した瞳子がひったくりに遭ったのを助けて知り合い、後日再会した彼女にキスしたのを覚えているかと尋ねる。
埼玉西武ライオンズでノーヒットノーランを達成し、新人王を取った元プロ野球の投手。選手引退とともに女子アナの妻と離婚している。
瞳子から子宮内膜症で妊娠を望めないかもしれないと言われるが、「あなたがいればそれでいい」と告げ、彼女にプロポーズして受け入れられる。

### 仲川家
仲川市郎（なかがわ いちろう）
演 - 安田顕
有栖の父。消防士。階級は消防司令補 。7年前に妻である真理を亡くし、男手一つで有栖を育てる。難しい年頃の娘からの塩対応に寂しさを感じ、有栖を心から心配している。
仲川真理（なかがわ まり）
演 - 美村里江
有栖の亡き母。享年40歳。結婚・出産前までは高校の美術教師として働いていた。有栖が11歳の時に急性心筋梗塞で亡くなる。
生前、瞳子が美術の勉強のために通っていた大学の社会人講座で出会っていた。

### 有栖の関係者
西村世奈（にしむら せな）
演 - 出口夏希
有栖とは川越北高校での同級生で親友。大学1年生。
実は康介のことが好きで、彼に留学先のカナダから有栖の様子を何度も尋ねられ、ウソをつくことに耐え切れず有栖が出産したと教えたことを明かし、有栖と喧嘩してしまうが、留依の仲介もあり和解した。
根本留依（ねもと るい）
演 - 長澤樹
有栖とは川越北高校での同級生で親友。服飾専門学校の1年生。
有栖と世奈に、他人に恋愛感情を抱いたことがないと告白する。

### 成瀬家
成瀬貴美子（なるせ きみこ）
演 - 片平なぎさ
瞳子の母。金沢の実家に暮らし、40歳目前の瞳子の結婚を心配している。
初期の乳がんを患ったことを瞳子には伏せていたが、瞳子の兄・秀之により瞳子に明かされ手術をうける。
成瀬秀之
声 - 神尾晋一郎（第7話・第8話）
瞳子の兄。薫と同じ医大で学んだ医師。母・貴美子に次の検査は明後日でも大丈夫かと電話をかけてくる。

### 麻生家
麻生康介（あそう こうすけ）
演 - 八木勇征（FANTASTICS） （第1話・第6話 - ）
有栖の彼氏。有栖の高校の2年先輩で、美術部で出会い、現在は美大の3年生。
有栖から妊娠を告げられると、何も言わずカナダに語学留学して彼女の前から姿を消す。
母から有栖は出産しないと聞かされていたが、世奈から有栖が出産したと教えられ、留学先から帰国する。
有栖に酷い仕打ちをしたと涙ながらに謝罪し、自分にできることはないかと申しで、有栖に復縁を迫るが断られる。
留学を取りやめ日本の大学に通いながら飲食店でアルバイトして、海の養育費を送金する。
麻生由美子（あそう ゆみこ）
演 - シルビア・グラブ（第1話・第7話・第8話）
康介の母。康介の子供を身籠った有栖に堕胎を迫る。康介には有栖が自分で出産しないと決め、別れを告げたと嘘をつく。
しかし有栖が出産したと知ると、自分の家に海を引き取って育ててもいいと申し出たことから、一人で悩んで海を出産した有栖の気持ちを分かっていないと市郎に責められる。
麻生和彦（あそう かずひこ）
演 - 丸山智己 （第7話・第8話）
康介の父。有栖の出産を知り、責任を感じ出産にかかった費用を有栖に収めさせようとするが、市郎に突き返される。

### 成修大学
祐馬と有栖が通う大学。
光峯綾香（みつみね あやか）
演 - 嵐莉菜
祐馬の幼なじみで婚約者。同大学の大学院生。美術館に就職するには修士を取っていたほうが良いと有栖にアドバイスする。
祐馬と結婚したいとの思いがあるが、祐馬が親同士が勝手に決めた婚約関係と考えており、つれない態度を取られる。
祐馬にちゃんとふって欲しいと告げると、有栖が好きなので結婚できないと言われ未練を断ち切り、有栖に祐馬に対する本当の気持ちに向き合うべきと告げる。
森尾恵美（もりお えみ）
演 - 鈴木ゆうか
有栖の同級生。
鈴江真子（すずえ まこ）
演 - 荒川ちか
有栖の同級生。

### 柴崎レディースクリニック
柴崎薫（しばさき かおる）
演 - 松本若菜
瞳子の高校からの親友。産婦人科医。瞳子と有栖の主治医。
8年間不妊治療をしていたが、夫の修一から体の負担を心配され治療を終える。
山辺桃子（やまべ ももこ）
演 - ほのか
看護師。

### ファインアート運送
美術品の運送、梱包、展示を行う運送会社。
相沢義彦（あいざわ よしひこ）
演 - 山崎樹範
加瀬の上司。
榊原透子
演 - 北香那（第6話 - 最終話）
ファインアート運送の名古屋支店から東京支店に異動してきた新人。加瀬が教育係となる。
ハンドボール選手のプロ契約が決まっていたが、大学時代に肩を痛め、大学を中退し断念している。
加瀬に好意を抱いており、瞳子に加瀬に交際相手はいないか尋ねる。

### BVアート
瞳子が勤める現代アートを扱う会社。
伊藤茜（いとう あかね）
演 - 佐野ひなこ
瞳子の直属の部下。瞳子のことを尊敬している。
鮫島勇樹（さめじま ゆうき）
演 - 葵揚
テクノロジーデザインチームのリーダー。
浜田きらら（はまだ きらら）
演 - 菊池日菜子
瞳子や茜のアシスタント。ゴシップ好きのZ世代。
寺田孝志（てらだ たかし）
演 - 浦井のりひろ（男性ブランコ）
本部長。瞳子の直属の上司。
黒澤祐一（くろさわ ゆういち）
演 - 髙嶋政宏
「BVアート」の親会社である不動産会社「BVリアルエステート」の社長。
瞳子の能力を買い、広告代理店から彼女を引き抜いている。
有栖の影響で跡取りの祐馬が「BVリアルエステート」を辞めたため、私情を挟みキュレーターを不採用にしようとも考えたが、綾香にプレゼンの結果のみで決めるべきと釘を刺され、有栖をキュレーターに採用する。
その他の社員
演 - 真矢登、辻玲奈、須崎修平、西口実玖、山下凌生、黒瀬真里、山下みなみ、余語美南海

### Color
BVアートが手掛けるアートカフェ。
本橋和也（もとはし かずや）
演 - 坂口涼太郎
店長。
三上ミカ（みかみ ミカ）
演 - ゆめぽて
店員。

### ゲスト

#### 第1話
奥村守〈42〉
演 - 天野浩成
瞳子がマッチングアプリで出会った相手。航空会社勤務。
学芸員
演 - 安藤聖
金沢21世紀美術館の学芸員。金沢に出張した瞳子と打ち合わせをする。
学生課の職員
演 - 伊藤麻実子（第5話）
成修大学の学生課の職員。有栖の奨学金の手続きを行う。有栖が出産を控え後期から休学する際、休学届を受け取る。
教授
演 - 河野安郎（第2話）
成修大学の教授。光峯綾香がTAとして1年間、授業の補助につくことを告げる。

#### 第2話
矢沢光
演 - 山岸門人
森尾と鈴江が有栖に紹介した、文字起こしの在宅バイトの斡旋元「ベストマインドサービス」の社員。誤字脱字などのタイプミスを理由に説明していたバイト料を満額で有栖に支払うことを避ける。瞳子が調べて、消費者庁が注意喚起していたブラックバイトの業者であったことが判明する。

#### 第3話
居酒屋の客
演 - 加賀谷圭（第4話）
瞳子と加瀬が飲みに行った居酒屋で「新人王の加瀬だ」と、彼が居合わせたことに驚く。

#### 第4話
坂本
演 - ゆいかれん
女子アナウンサー。加瀬と結婚するが、彼が選手を引退すると離婚する。
今井
演 - 遠藤雄斗
成修大学の学生。妊娠でお腹が大きくなった有栖をスマホで盗撮するが、祐馬に肖像権の侵害とスマホを取り上げられる。
お前がパパかと祐馬を茶化し、胸ぐらを掴まれる。
倉田翔
演 - 藤田開
成修大学の学生。今井の仲間。今井とともに、パパになっておめでとうと祐馬を茶化す。
成修大学の女子学生
演 - 臼井萌音、森谷菜緒子
教室に入って来た有栖を見て、お腹が大きくなっていると話をする。
ラジオのアナウンサー
演 - 小笠原亘、吉村恵里子（いずれもTBSアナウンサー）
加瀬が現役のプロ野球選手時代、彼の話題をラジオで語る。

#### 第5話
石山未来（いしやま みき）
演 - SUMIRE
アーティスト。光峯がキュレーションを担当したギャラリーに作品を出品する。
大橋真菜
演 - 瀬戸さおり
「柴崎レディースクリニック」に通院する妊婦。お腹にいる子供と一緒にいる気持ちを残すため、マタニティーノートをつける。
早苗、ゆかり
演 - 中込佐知子、青山真利子
有栖の実家の近隣住民。父を訪ねに実家に戻った有栖が妊娠していることに驚く。
ダンサー
演 - J.R.B.Y.、RIMOWA、RAARA
祐馬のダンス留学先のダンサー。

#### 第7話
看護師
演 - 齊藤英里
加瀬が頭部を負傷して入院した病院の看護師。

#### 第8話
カメラマン
演 - 園田裕樹
仲川家が瞳子と麻生家を招き、海の初参りをした神社で記念写真を撮影する。

#### 第9話
沢木
演 - 富田望生
海が通う「なかよしの里保育園」の保育士。
柴崎修一
演 - 田中幸太朗
薫の夫。医師。
田村
演 - 川崎美海、竹内蒼
柴崎レディースクリニックに通院する妊婦とその娘。

#### 最終話
みょうじなまえ
演 - ありがち春
綾香と有栖の企画展に「バベルとユートピア」という作品を出品したアーティスト。

## スタッフ
- 脚本 - 龍居由佳里、木村涼子[1]
- 脚本協力 - 木村涼子、龍居由佳里
- 音楽 - 吉俣良[40]
- 主題歌 - Ado「向日葵」（ユニバーサル ミュージック）[2]
- アート監修 - 塚田萌菜美[40]
- パウル・クレー監修 - 新藤真知[40]
- 美術史監修 - 喜多崎親（成城大学）[40]
- 医療監修 - 野間桃[40]
- ダンス監修 - SYOGO CHILLL[40]
- 演出 - 福田亮介、松木彩、宮﨑萌加、韓哲[40]
- プロデューサー - 韓哲、荒木沙耶、内川祐紀[1]
- 製作著作 - TBS[1]

## 放送日程
| 話数                                                                        | 放送日  | サブタイトル                                                    | 脚本                        | 演出          | 視聴率 |
| --------------------------------------------------------------------------- | ------- | --------------------------------------------------------------- | --------------------------- | ------------- | ------ |
| episode1                                                                    | 7月11日 | 年の差を超えた二人の絆と訳あり男子との恋                        | 龍居由佳里 木村涼子（協力） | 福田亮介      | 6.6%   |
| episode2                                                                    | 7月18日 | 18歳で出産する覚悟と現実/40歳に恋の風が吹く                     | 龍居由佳里 木村涼子（協力） | 福田亮介      | 6.8%   |
| episode3                                                                    | 7月25日 | 18歳と40歳の共同生活はじまる、そして父への涙の告白-             | 龍居由佳里 木村涼子（協力） | 福田亮介      | 6.6%   |
| episode4                                                                    | 8月01日 | 夢と出産の両立、たとえ遠回りしても―訳アリ男子からの突然の告白!? | 木村涼子 龍居由佳里（協力） | 松木彩        | 5.9%   |
| episode5                                                                    | 8月08日 | ついに迎える出産の時-18才で母になるということ                   | 木村涼子 龍居由佳里（協力） | 松木彩        | 6.4%   |
| episode6                                                                    | 8月15日 | はじまる子育てに奮闘するふたりーそして、元彼との波乱の再会      | 龍居由佳里 木村涼子（協力） | 宮﨑萌加      | 6.4%   |
| episode7                                                                    | 8月22日 | 逃げた“後悔”と許せない“怒り”ぶつかる-恋は三角関係の予感!?       | 龍居由佳里 木村涼子（協力） | 福田亮介      | 6.9%   |
| episode8                                                                    | 8月29日 | “ふたつ”の別れ-交錯する想いと、友情の行方                       | 木村涼子 龍居由佳里（協力） | 松木彩        | 5.9%   |
| episode9                                                                    | 9月05日 | 最終章!夢へ踏み出すために、ふたりが初めて諦めること-            | 龍居由佳里 木村涼子         | 韓哲 宮﨑萌加 | 6.1%   |
| The last episode                                                            | 9月12日 | あなたがいたから強くなれた-“ふたりで”掴んだ未来                 | 龍居由佳里 木村涼子（協力） | 福田亮介      | 6.2%   |
| 平均視聴率 6.4%（視聴率はビデオリサーチ調べ、関東地区・世帯・リアルタイム） |         |                                                                 |                             |               |        |

- 初回は22時 - 23時12分の15分拡大放送だった[2]。